# Ante Jurić (vratar)
Ante Jurić (Split, 1. veljače 1934. – Split, 4. rujna 2013.), Hajdukov vratar. Prema mnogima jedan od najboljih Hajdukovih vratara, odmah iza Beare i Vukčevića. Prvi nastup imao je protiv beogradskog BSK-a 4. prosinca 1955., koju je Hajduk izgubio s 0:2.
Uz Jurića na vratima na teren su tada izašli jedni od najboljih Hajdukovih igrača ikada Ljubomir Kokeza, Radović, L. Grčić, D. Grčić, Luštica, Rebac, Matošić, Vukas, Krstulović i Vidošević.
Uzor i trener mu je bio veliki Vladimir Beara. Ante Jurić 243 puta je branio Hajdukova vrata a postigao je čak i jedan gol za svoj klub. Najteži poraz imao je na utakmici preotiv Vovodine, 11 prosinca 1955. kada je Hajduk izgubio u Splitu s 1:6 (Veselinović tri gola, Krstić dva i Rajkov jedan).
Karijeru u reprezentaciji mu je uništila navodna sjena na plućima, a po svemu sudeći kako bi njegovo mjesto zauzeo Šoškić.
Ante Jurić ima dvoje djece, Ines i Željanu, nekoliko unučadi.
Statistika u Hajduku
| Natjecanje        | Nastupi | Zgoditci |
| ----------------- | ------- | -------- |
| Prvenstvo         | 91      | 0        |
| Kup               | 11      | 0        |
| Superkup          | 0       | 0        |
| Međunarodne       | 0       | 0        |
| Splitski podsavez | 0       | 0        |
| Ukupno            | 102     | 0        |
| Prijateljske      | 141     | 1        |
| Sveukupno         | 243     | 1        |